# キャバレー・ヴォルテール

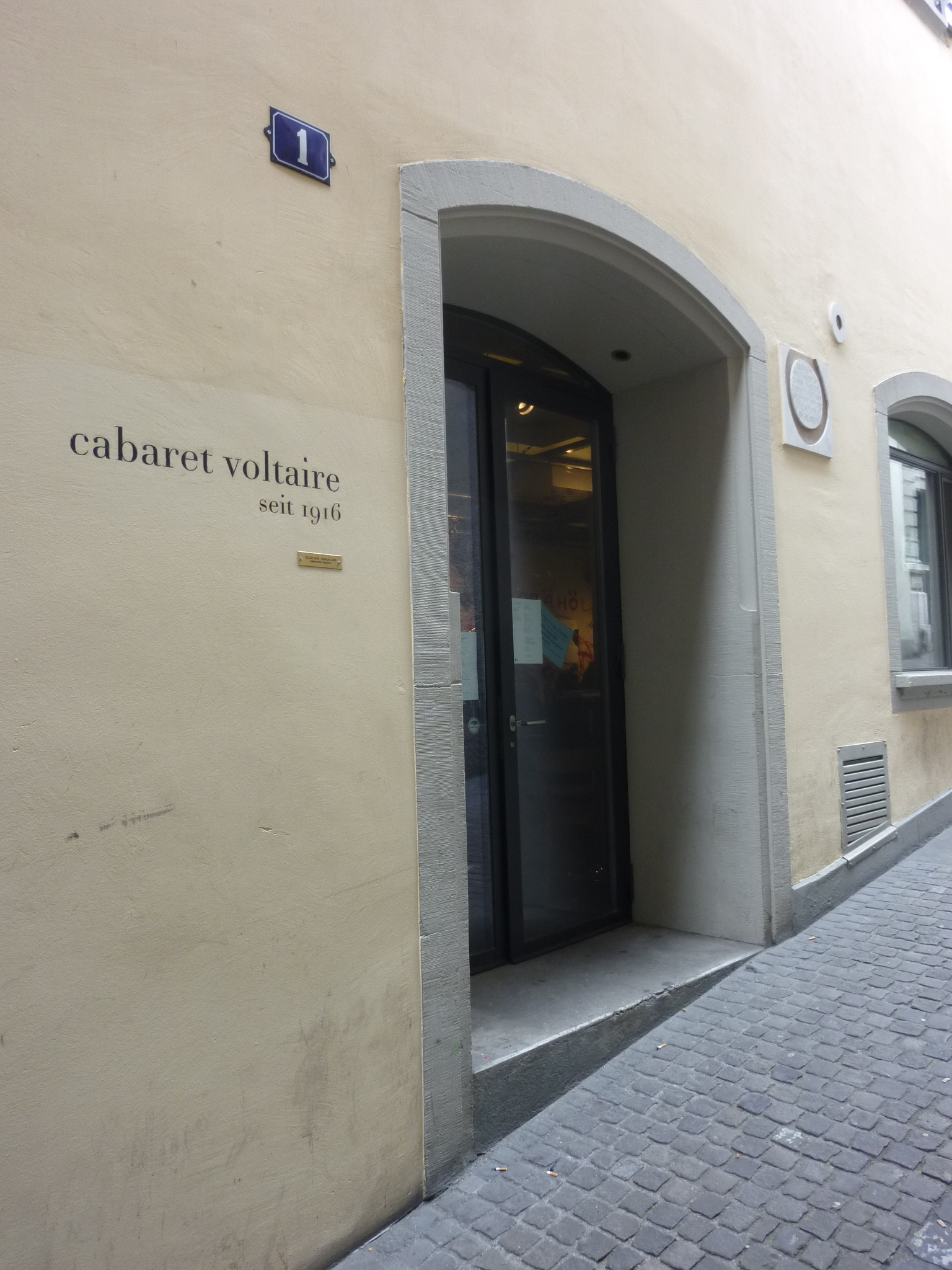
キャバレー・ヴォルテールの入口（2011年）

キャバレー・ヴォルテール (Cabaret Voltaire) とは、ドイツ人文学者フーゴー・バルによって1916年2月5日に開店したキャバレー。スイス、チューリヒのシュピーゲルガッセの1番地にあった。チューリヒ・ダダの活動拠点として知られる。
キャバレーには、トリスタン・ツァラ、ハンス・アルプ、リヒャルト・ヒュルゼンベックといった作家や、各国からやってきた亡命者が多く集まった。
なお、第二次世界大戦後は空き家となっていたが、市の所有建物となって2003年に観光促進という目的で賃貸され、写真のような外観を呈して改めて開店されているが、当時のものとは全く無関係である。